# Multinomické rozdělení
Multinomické rozdělení popisuje četnost dvou a více jevů, které jsou výsledkem nějakých pokusů. Multinomické rozdělení musí vyhovovat podmínkám:
1. Pokusy jsou na sobě nezávislé.
2. Z jevů vždy musí nastat vždy právě jeden.
3. Pravděpodobnosti výsledných jevů jsou ve všech pokusech stejné.

Pravděpodobnost, že po {\displaystyle N} pokusech nastane i-tá možnost z {\displaystyle M} možných právě {\displaystyle k_{i}}  krát je:
{\displaystyle P(k_{1},...,k_{i},...,k_{M})={\frac {M!}{k_{1}!...k_{i}!...k_{M}!}}P_{1}^{k_{1}}...P_{i}^{k_{i}}...P_{M}^{k_{M}}},
kde {\displaystyle k_{i}} je četnost i-tého výsledku a {\displaystyle P_{i}} je pravděpodobnost, že nastane i-tý výsledek v jednom pokusu.
Základní parametry (střední hodnota, rozptyl, závislost) multinomického rozdělení jsou:
{\displaystyle E(k_{i})=NP_{i}}
{\displaystyle V(k_{i})=NP_{i}(1-P_{i})}
{\displaystyle cov(k_{i},k_{j})=-NP_{i}P_{j},\ \ \ i\neq j}
Příkladem může být například rozdělení četností jednotlivých hodnot na kostce, se kterou házíme. Pokud by nás zajímala pouze četnost jedné hodnoty na kostce v n nezávislých pokusech, pak by se jednalo o binomické rozdělení. 